# 云南翠雀花
云南翠雀花（学名：Delphinium yunnanense）为毛茛科翠雀属的植物，其种加词“yunnanense”意为“云南的”。中国特有植物。分布在中国大陆的云南、四川、贵州等地，生长于海拔1,000米至2,400米的地区，多生于山地草坡和灌丛边，目前尚未由人工引种栽培。

## 别名
月下参（植物名实图考），小草乌、鸡脚草乌（云南），倒提壶（贵州盘县）

## 异名
- Delphinium denudatum var. yunnanense Franch.
- Delphinium esquirolii H.Lév. & Vaniot

## 延伸阅读
[在维基数据编辑]
 《植物名實圖考·月下參》，出自吳其濬《植物名實圖考》